# Raimondo Sirotti
Raimondo Sirotti (Bogliasco, 25 settembre 1934 – Bogliasco, 1º maggio 2017) è stato un pittore italiano, docente e successivamente presidente dell'Accademia Ligustica di Belle Arti di Genova, nonché uno dei protagonisti della pittura italiana contemporanea.

## Stile
Pittore dallo stile informale e, dalla metà degli anni Settanta, orientato all'impressionismo astratto.
I temi della sua pittura sono spesso di ispirazione naturalistica,

### Opere pubbliche
- Arazzi del foyer del Teatro Carlo Felice, (1989), Genova
- restauro del riquadro del San Giorgio e il Drago sul portale d’ingresso di Palazzo San Giorgio (1990), Genova
- Via Crucis  (1991) chiesa della Natività di Maria SS.ma, Bogliasco.
- “Incontro dei Santi Gioacchino e Anna”; reinterpretazione del dipinto absidale di Giulio Benso nel restauro del presbiterio della Basilica della Santissima Annunziata del Vastato, Genova (1995)
- S. Agostino lava i piedi a Cristo pellegrino (2015), Museo dell'Accademia Ligustica di Belle Arti,  Genova

### Opere a lui dedicate
- Sonetto Sirotti di Edoardo Sanguineti (2005)[5]
- Suite Sirotti per pianoforte, di Luca Brignole, (2014-2018)[6][7][8]

## Impegno in politica
Tra gli anni '80 e '90 è stato per dieci anni sindaco del comune di Bogliasco.